# Samuel Bartram
Samuel Bartram (ur. 22 stycznia 1914 w Jarrow, zm. 17 lipca 1981 w Harpenden) – angielski piłkarz występujący na pozycji bramkarza i trener Charlton Athletic.

## Życiorys
Po ukończeniu szkoły pracował jako górnik i grał jako środkowy napastnik lub skrzydłowy w pozaligowej piłce nożnej w północno-wschodniej Anglii. Jako nastolatkowi nie udało mu się wywalczyć miejsca w składzie Reading. W 1934, podczas finału o lokalny puchar, grając jako tymczasowy bramkarz, został zauważony przez skauta z Charlton Athletic, brata Jimmiego Seeda, menadżera tego zespołu.
W ciągu pierwszych trzech lat spędzonych w Charlton klub awansował z trzeciej ligi i zdobył wicemistrzostwo kraju. Grał na bramce drużyny Addicks przez 22 lata. Nie licząc nieoficjalnych występów gościnnych w innych meczach w czasie II wojny światowej i nigdy nie został usunięty z drużyny, aż do zakończenia kariery w 1956. Uważany jest za jednego z najlepszych zawodników Charlton i ich najlepszego bramkarza w historii klubu. Zagrał w czterech finałach pucharu Anglii na Wembley w latach 1943-1947 (finał Pucharu Anglii w 1946 i 1947 oraz Puchar Wojenny Southern Football League w 1944 i 1945), zdobył Puchar Anglii w 1947. Podczas półfinału przeciwko Newcastle United na stadionie Elland Road w dniu 29 marca 1947 roku Bartram cierpiał na zatrucie pokarmowe, więc grał z gorącym okładem na brzuchu.
Podczas II wojny światowej  grał w York City, Liverpoolu i West Ham United. Został także instruktorem wychowania fizycznego.
W 1951 odbył tournée po Australii z jedenastką Anglii i grał w drużynie B. The Observer w 1981 uznał go za „najlepszego bramkarza, który nigdy nie grał dla Anglii”.
6 marca 1954 roku ustanowił rekord ligi angielskiej, zdobywając 500 występów w lidze. W wieku 40 lat zajął drugie miejsce w głosowaniu na piłkarza roku 1954.
Po rozegraniu ostatniego meczu w marcu 1956, przez 6 lat pracował w zarządzie klubu, po czym został reporterem Sunday People.
Zmarł w 1981 w wieku 67 lat, wracając z pracy do domu.
W 2005, na stulecie klubu Charlton Athletic, przed klubem postawiono jego posąg.